# トーティラ
トーティラ（Totila, 516年 - 552年7月1日）は、 バドゥイラ（Baduila）と言う名前と共に伝承されている、叔父のイルディバルドと従兄弟のエラリーコの死後の東ゴート王（在位：541年 - 552年）である。

## 経歴
東ローマ帝国のベリサリウス将軍より蒙った突然の手痛い敗北と、540年のウィティギス王の捕縛の後、東ゴート族はかろうじてポー川北部に国を保つことに成功していた。トーティラはタルヴィージオを居を構えるゴート軍の司令官で、おそらく541年の中頃には王に任命されていた。
彼の目的はイタリアの占領を狙う東ローマ皇帝ユスティニアヌス1世の治世を転覆させることにあった。事実上ユスティニアヌス1世の軍が東ローマ帝国内でのサーサーン朝相手の戦争に540年からかかりっきりになっていたことをトーティラは利用しつつ当初のうちはそれをなし得ていた。戦場においての特筆すべき功績は農民を徴兵し、軍隊を強化しつつ543年にアラトリを包囲し略奪した事で、546年の終わりから550年の始めまで2度にわたってローマを征服することに成功しているが、それは長く持たなかった。
まずトーティラは544年にローマを包囲した。546年12月17日、ローマの守備隊と内通した東ゴート軍の兵士がアウレリアヌス城壁を密かによじ登りアジナリア門を内側より開いた。抵抗に合うこと無くローマに入城した東ゴート軍勢により、ローマは略奪され城壁を取り壊された（ローマ略奪）。しかし547年の春にベリサリウスがローマを奪回した。
同年の5月にトーティラは再びローマを包囲したが失敗。
549年の秋にはトーティラはローマの3度目の包囲を行った（ローマ包囲戦 (549年 - 550年)）。今回は守備隊の新たな裏切りのおかげで開門され、トーティラ軍は包囲に成功した。ローマの生存者はわずかで元老院は完全にビュザンティオンに移転した。
540年以降の、2度目のゴート戦争は1度目より凄惨となった。2度目のローマ占領の後、トーティラはさらに宣伝活動を始めた。それは東ゴート統治下の生活やテオドリック大王の時代と、最近の苦しい戦争やユスティニアヌス1世の厳しい政治とを比べるものであった。それは外交政策として少し成功したが、フランク族との同盟を結ぶまでには到らなかった。
551年、ユスティニアヌス1世は軍司令官に高齢の宮廷宦官ナルセスを任命し、イタリア占領に遣わした。彼の軍はゴートの防衛線を避けつつ、バルカン半島を横切ってイタリア北部に侵入した。トーティラはその時、街の重要な貴族の中から300人の若い人質をとってローマを放棄した。
552年のタギナエの戦い（ギリシア語: Μάχη των Βουσταγαλλώρων Battle of Busta Gallorum ブスタ・ガロールムの戦い）で戦死した。552年の6月30日か7月1日、ゴート軍はウンブリアのグッビオとグアルド・タディーノ間であった戦闘でナルセス軍の弓矢隊に敗れた。トーティラは北西の現在のマルケ州に逃げたがそこで戦闘で受けた傷が元で死亡した。東ゴートは最後の王テーイアの元に再結集した。そしてトーティラに捕まっていた300人の若い人質を殺した。そして捕虜や元老院の家族も同じ運命となった。

## 墓
歴史家カミッロ・ラメッリ（1804年 - 1855年）は、1759年2月にマテーリカで発見された墓をトーティラの墓であると同定した。その墓の中からは、金の指輪、4体の衛兵、1本の剣とともに、ゴート貴族の慣習に従って埋葬された遺体が発見された。ラメッリはその墓の位置が年代記作家プロコピウスによる戦いの記述と矛盾しないと判断した。しかし、その墓が質素なものであり、また、トーティラの遺体が後にコンスタンティノープルに送られ宝石で飾り立てられたというプロコピウスの記述から、他の歴史家はこれに異議を唱えた。